# Gouvernement Novgorod-Severski
Het gouvernement Novgorod-Severski (Russisch: Новгород-Северская губерния, Novgorod-Severskaja goebernija), ook bekend als het onderkoninkrijk Novgorod-Severski (Russisch: Новгород-Северское наместничество), was een goebernija (= gouvernement) binnen het keizerrijk Rusland. Het bestond van 1781 tot 1796, en ontstond na een oekaze van tsarina Catharina II van Rusland op 17 september 1781 uit het Kozakken-Hetmanaat en het ging op in het gouvernement Klein-Rusland. Het gouvernement had elf oejazden: Hloechiv, Konotop, Korop, Krolevets, Mglin, Novgorod-Siverski, Nove Mesto, Pogar, Sosnitsja, Starodoeb en Soerazj. De hoofdstad ervan was Novgorod-Siverski.